# Schminkwurz
Die Schminkwurz (Alkanna tinctoria), auch Färber-Alkanna genannt, ist eine Pflanzenart aus der Gattung Alkanna innerhalb der Familie der Raublattgewächse (Boraginaceae).

## Beschreibung

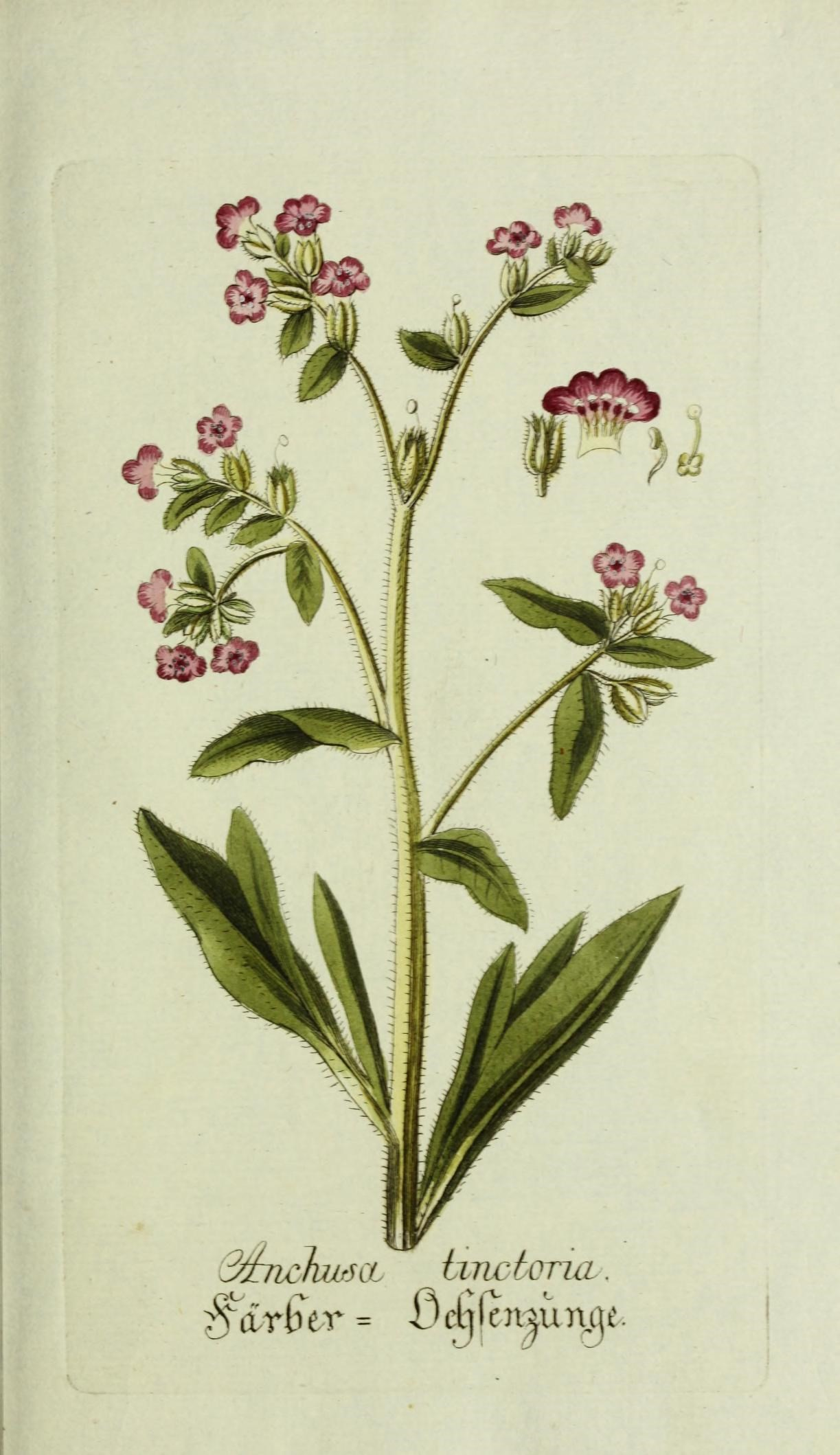
Illustration aus Plantarum indigenarum et exoticarum icones ad vivum coloratae, oder, Sammlung nach der Natur gemalter Abbildungen inn- und ausländischer Pflanzen, für Liebhaber und Beflissene der Botanik

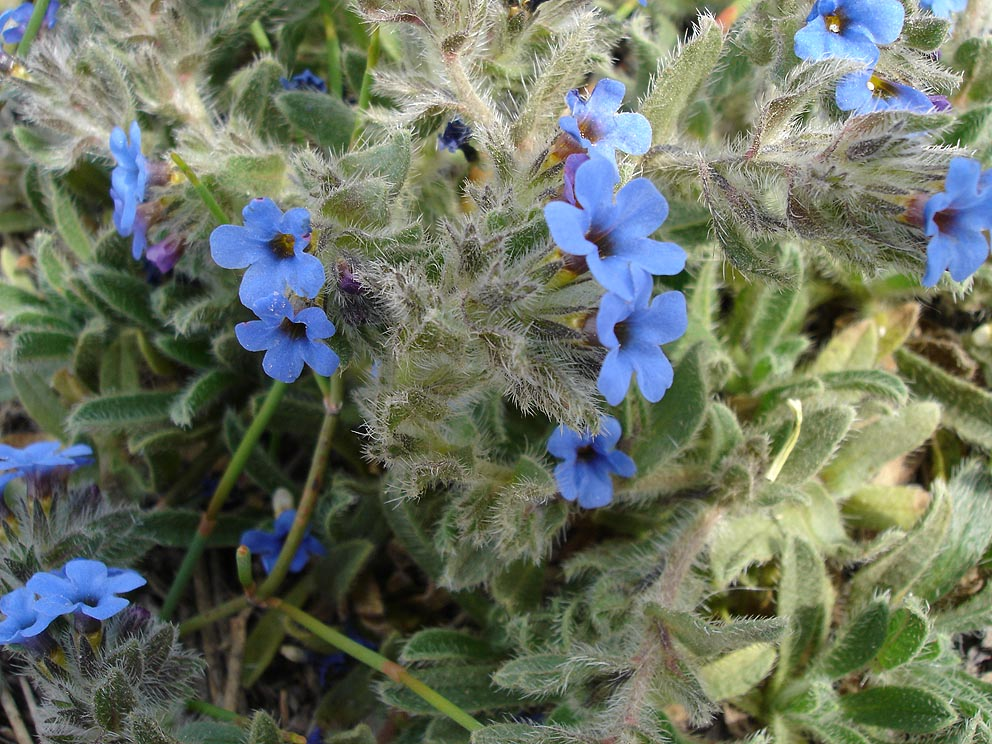
Schminkwurz (Alkanna tinctoria)

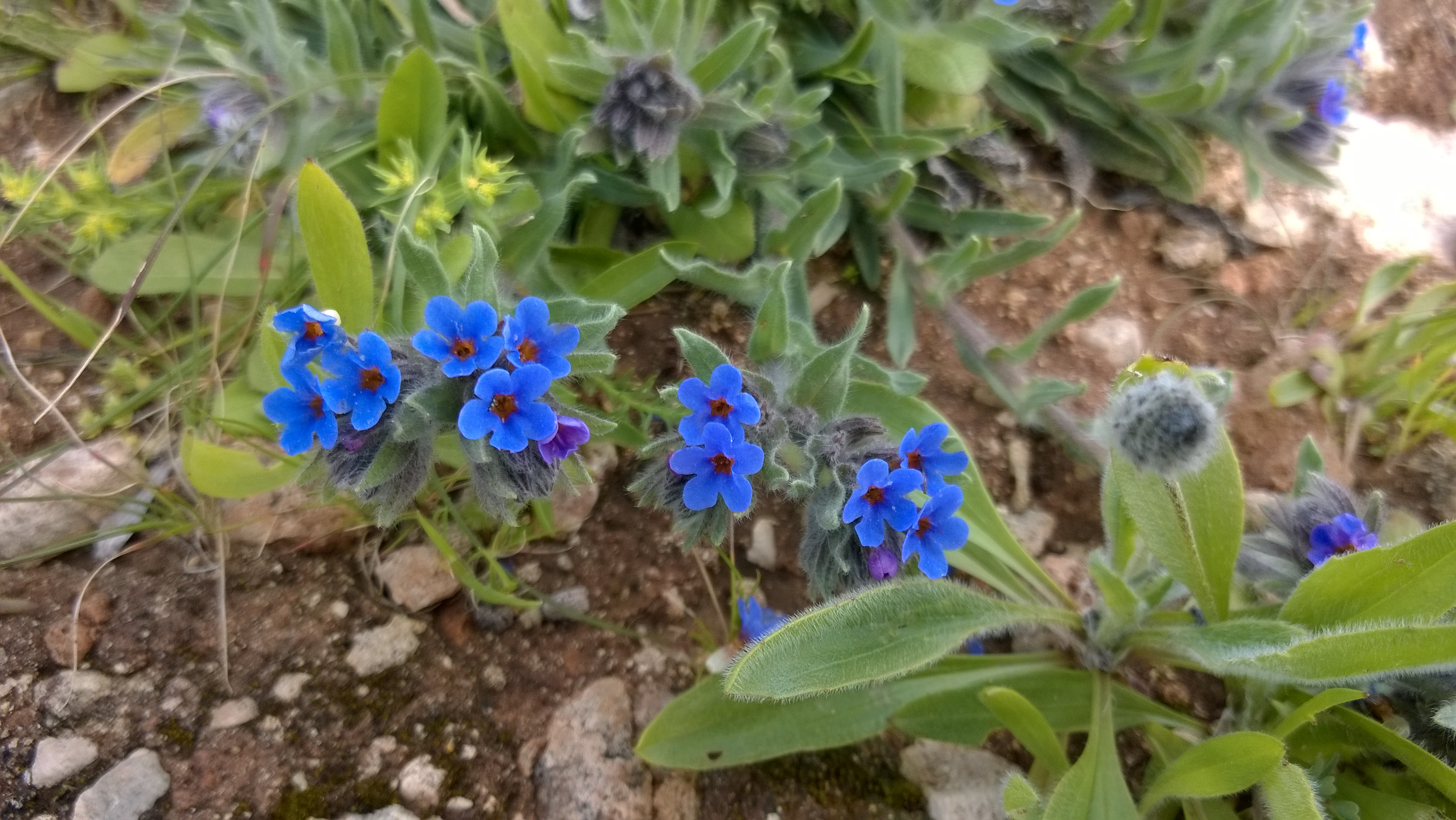
Habitus

Die Schminkwurz ist eine ausdauernde krautige Pflanze, die Wuchshöhen von 10 bis 30 Zentimetern erreicht. Sie besitzt kräftige, 10 bis 20 Zentimeter lang und bis 1,5 Zentimeter dicke Wurzeln und einen von Blattresten umhüllten, ästigen Erdstock, der von einer leicht abblätternden, tief purpurnen bis dunkel violettbraunen Rinde umkleidet ist. 
Die Schminkwurz ist borstig grau behaart und meist drüsenlos. Die unteren Laubblätter sind borstig, verkehrt-eilanzettlich und sitzend, die oberen sind kleiner und schmal-eiförmig. Die Blüten stehen in dichten Wickeln, die sich später stark verlängern. Die schmal-eiförmigen Tragblätter sind etwa so lang wie der borstige Kelch. Die Kronblätter sind leuchtend blau, außen kahl und am Saum ist die Krone 4–10 Millimeter breit. Die Blütenkrone überragt den  Kelch nur wenig.
Die Blütezeit reicht von Mai bis Juni.
Die Chromosomenzahl beträgt 2n = 30.

## Systematik und Verbreitung
Das Basionym Lithospermum tinctorium wurde 1753 von Carl Linné in Sp. Pl.: 132 erstbeschrieben. 1824 wurde dann durch Ignaz Friedrich Tausch in Flora oder Botanische Zeitung, Band 7, Seite 234 die Art in die Gattung Alkanna gestellt und neu zu Alkanna tinctoria.
Als Synonym gelten nach „Euro+Med“ 2011: Alkanna bracteolata Greuter, Alkanna lehmannii (Tineo) A.DC., Alkanna matthioli Tausch, Alkanna tuberculata (Forssk.) Meikle non Greuter, Alkanna tuberculata Greuter, Alkanna tuberculata Greuter, Anchusa bracteolata Viv., Anchusa tuberculata Forssk., Buglossum tinctorium (L.) Lam., Lithospermum lehmannii Tineo, Lithospermum tinctorium L., Lycopsis cyrenaica Spreng. nom. illeg., Alkanna tinctoria subsp. lehmannii (Tineo) Nyman, ein weiteres ist Anchusa tinctoria (L.) L.
Alkanna tinctoria kommt mit fünf Unterarten in Ungarn, in der Slowakei, in Südeuropa, in Westasien und in Nordafrika vor.
Man kann mehrere Unterarten unterscheiden:
- Alkanna tinctoria subsp. anatolica Hub.-Mor.: Sie wurde 1971 erstbeschrieben und kommt in Kreta, in der Ägäis und im asiatischen Teil der Türkei vor.[5]
- Alkanna tinctoria subsp. glandulosa Hub.-Mor.: Sie wurde 1977 erstbeschrieben und kommt im asiatischen Teil der Türkei vor.[5]
- Alkanna tinctoria subsp. subleiocarpa (Hub.-Mor.) Hub.-Mor. (Syn.: Alkanna subleiocarpa Hub.-Mor.): Diese Neukombination erfolgte 1978. Sie kommt im asiatischen Teil der Türkei und auf Inseln der Ägäis vor.
- Alkanna tinctoria subsp. tripolitana (Bornm.) Qaiser (Syn.: Alkanna tripolitana Bornm.): Diese Neukombination erfolgte 1979. Sie kommt nur in Libyen vor.[5]
- Alkanna tinctoria Tausch subsp. tinctoria: Sie kommt in Nordafrika, in Südeuropa, in Südosteuropa und in Vorderasien vor.

## Inhaltsstoffe und Nutzung

Struktur von Alkannin

Die Rinde der Wurzeln enthält 5 bis 6 Prozent Alkannin und etwas Alkannan. Darüber hinaus finden sich dort auch die Rotpigmente Anchusarot und Alkannarot. Pflanzenteile dienen daher zur Gewinnung von Farbstoffen, woraus sich der Trivialname ableitet. Sie dient als Lebensmittelfarbe, zum Beispiel für das indische Gericht Rogan Josh und zum Verfälschen von Rotwein. Die unterirdischen Pflanzenteile werden im Frühjahr oder Herbst geerntet.

### Geschichte
Von manchen Autoren wird das po-ni-ki-jo der minoischen Linear-B-Texte mit Alkanna gleichgesetzt.
In der Antike wurde die Schminkwurz zum Färben von Wolle und als Bestandteil von Schminken genutzt. Sie fand auch als Ersatz von Schneckenpurpur Verwendung. Unter Umständen kann die Pflanze alkibiadeion, die Nikander als Mittel gegen Schlangenbisse erwähnt, mit Alkanet gleichgesetzt werden. Auch die Gleichsetzung von Synesios’ lakcha (λακχά) mit Alkanna ist nicht gesichert, es könnte sich auch um Gummilack aus Kerria lacca handeln.

## Trivialnamen
Es bestehen diverse Trivialnamen, so Färbende Ochsenzunge und Falsche Alkanna. Für Schminkwurz sind oder waren auch die Bezeichnungen Alkannawurzel, Alkeruenwurzel, Blutwurzel, rotes Färberkraut, Orkanette, Orkanetwurzel, türkische Röte, Rotfärbekraut und rote Zunge gebräuchlich.